# Змії в костюмах: Коли психопати йдуть на роботу
«Змії в костюмах: коли психопати йдуть на роботу» (англ. Snakes in Suits) — науково-популярна книга 2006 року промислового психолога Пола Баб'яка та кримінального психолога Роберта Д. Гейра. У книзі описано, як психопат на роботі може здобути владу в бізнесі за допомогою маніпуляцій.

## Зміст
Текст розглядає природу психопатів у сфері праці та має на меті пояснити, як психопати маніпулюють своїм шляхом до роботи та підвищенням по службі, вплив їхньої присутності на колег та корпорації, а також поверхневу подібність (і фундаментальні відмінності) між лідерськими навичками та психопатичними рисами. У творі подано вигадані оповіді, які ілюструють, як фактичний зміст застосовується до ситуацій з реального життя. Характеристики маніпуляторів описуються як зміна, щоб відповідати стереотипним гендерним очікуванням: жінка-психопатка може повною мірою використовувати стереотип пасивної, теплої, турботливої та залежної гендерної ролі, щоб отримати те, що вона хоче від інших, а чоловік-психопат може використовувати образ мачо, залякування та агресію, щоб досягти задоволення своїх бажань. Автори стверджують, що близько 1 % керівних посад у бізнесі займають психопати.
Автори описують «п'ятифазну модель» того, як типовий психопат на робочому місці здобуває владу та зберігає її: вступ, оцінка, маніпуляція, конфронтація та сходження.
1. На початковому етапі психопат використовує високорозвинені соціальні навички та чарівність, щоб отримати роботу в організації. На цьому етапі важко помітити щось, що вказує на психопатичну поведінку, і нові співробітники можуть сприймати психопатичну особу як корисну і навіть доброзичливу.
2. На етапі оцінки психопат розглядає корисність працівника і може визнати його або пішаком (який має певний неформальний вплив і яким легко маніпулювати), або покровителем (який має формальну владу і може бути використаний психопатом для захисту від нападів).
3. Маніпуляція полягає у тому, що психопат створює сценарій «психопатичної вигадки», де створюється позитивна інформація про себе та негативна дезінформація про інших, де роль інших як частини мережі пішаків або покровителів використовується та налаштовується на прийняття планів психопата.
4. На стадії конфронтації психопат використовує методи очорнення колег для досягнення своїх цілей, а інших або відкидає як пішака, або використовує як покровителя.
5. Нарешті, на стадії піднесення психопат забирає собі владу і престиж у всіх, хто колись підтримував його, і відкидає пішака або покровителя, якщо вони більше не потрібні.

Гейр також коментує свою участь у документальному фільмі «Корпорація» 2003 року, в якому він бере інтерв'ю на тему того, що корпорації вважаються психопатами. Гейр стверджує, що незважаючи на те, що творці фільму казали йому, що вони використовували психопатію метафорично для опису «найкричущішої» корпоративної неналежної поведінки, готовий документальний фільм використовує його заяви, щоб припустити, що корпорації є психопатичними взагалі або за визначенням. Гейр не погоджується, вважаючи це неточним узагальненням і стверджуючи, що якби загальні діагностичні критерії застосували до випадкових корпорацій, «деякі могли б претендувати на діагноз психопатії, але більшість ні».

## Відгуки
Рецензія в The Australian на «Змії в костюмах» назвала її «професійним посібником для корпоративних психопатів» і прийшла до висновку, що «Попри те, що „Змії в костюмах“ частково дерев'яні, вони є цінним доповненням до будь-якої бізнес-бібліотеки».
Змії в костюмах також рецензували Publishers Weekly, Booklist, Psychology Today, California Bookwatch, Security Management, Canadian Business, і Finweek.